# Czuchłoma
Czuchłoma (ros. Чухлома) – miasto w środkowej części europejskiej Rosji, na terenie obwodu kostromskiego.
Czuchłoma leży na terenie rejonu czuchłomskiego, którego ośrodek administracyjny stanowi.
Miejscowość leży nad brzegiem Jeziora Czuchłomskiego i liczy 5.480 mieszkańców (1 stycznia 2005 r.).
Miasto zostało założone w 1381 r., prawa miejskie uzyskało w roku 1778.